# Calle de la Cava Alta

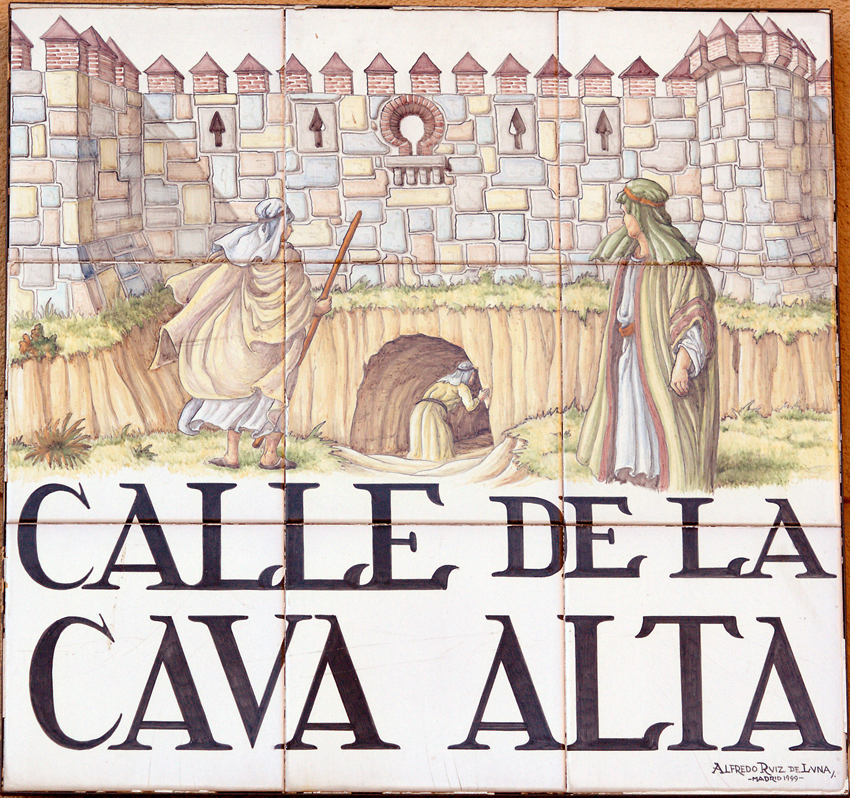
Representación de la Cava Alta en el callejero de azulejos del Madrid antiguo.

La Cava Alta es una breve y antigua vía urbana del Madrid de los Austrias en el barrio de Palacio. Sale de la calle de Toledo y haciendo un recodo de noventa grados baja hasta la plaza del Humilladero junto a la antigua Puerta de Moros. Parte de su recorrido es paralelo a la Cava Baja. Ambas antiguas vías tomaron su nombre de las minas y pasadizos que comunicaban la villa medieval con el arrabal durante la época de Al-Ándalus.

## Historia

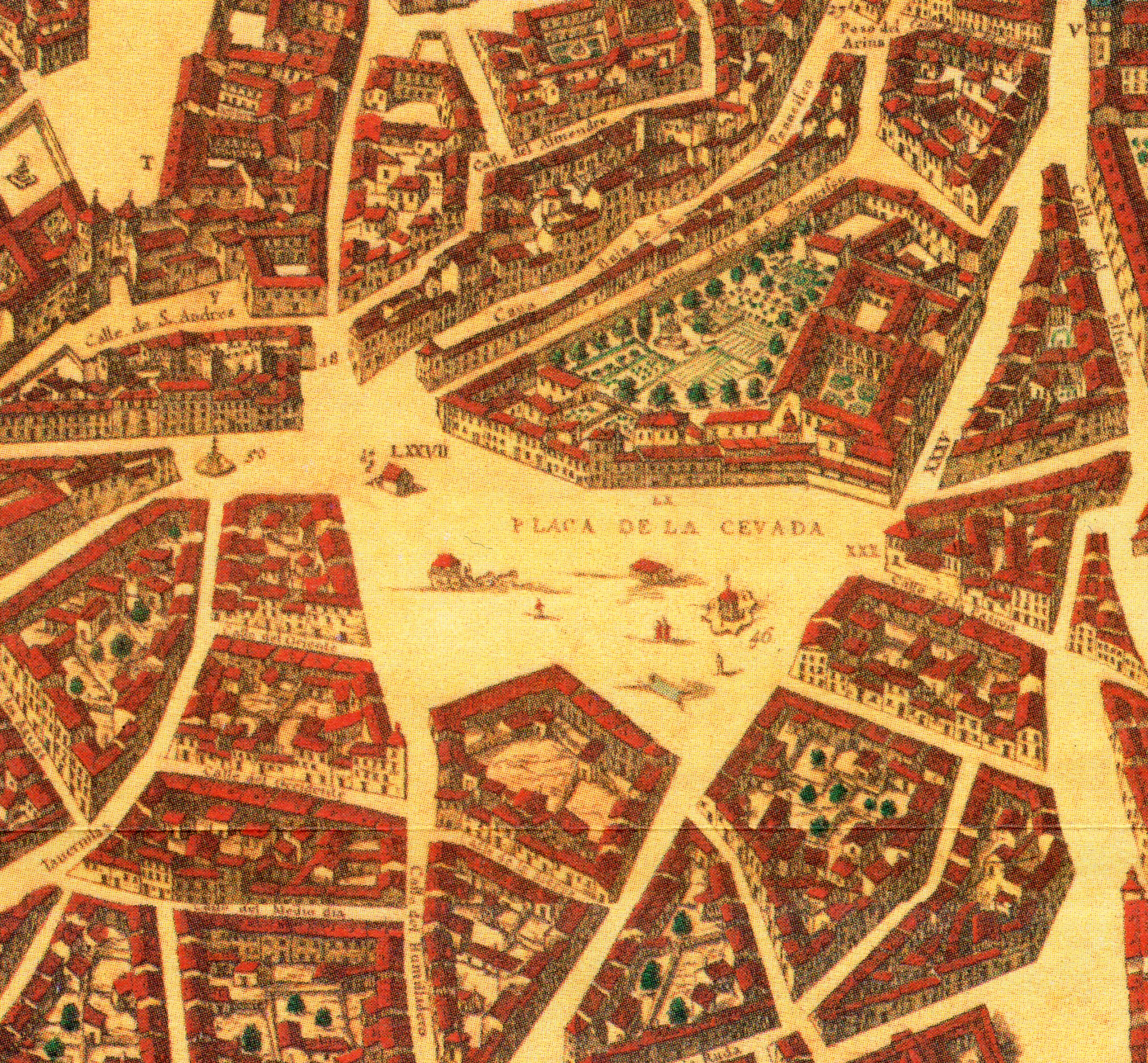
Sobre la plaza de la Cebada, la Cava Alta de San Francisco en el Plano de Madrid de Texeira (1656).

En el plano del cartógrafo portugués Pedro Teixeira aparece rotulada como la Cava Alta de San Francisco, y en el posterior de Espinosa simplemente como Cava Alta.
Figura ya como vía en un documento de venta fechado en 1665, tasando en 3020 reales un solar para edificar, vendido a Juan Rubio. Los cronistas Carlos Cambronero, Hilario Peñasco y Pedro de Répide cuentan también que hubo al inicio de esta calle una plazuela llamada de la Berenjena, a raíz del «berenjenal que hubo en la casa de los Ramírez de Madrid, después huerto del hospital de la Latina». En el mismo espacio se construyó también el convento de la Concepción Francisca. Répide añade además que en el antiguo foso formado por la cárcava de la mina hubo una capilla de la Virgen de las Angustias pagada por el corregidor de Madrid Luis Gaitán de Ayala; retablo que conservaron las referidas religiosas franciscanas hasta que desapareció con el edicto del conde de Vista Hermosa.